# Klub Sportowy AZS Częstochowa Sportowa
Il Klub Sportowy AZS Częstochowa Sportowa è una società pallavolistica maschile polacca, con sede a Częstochowa, militante nel massimo campionato polacco, la Polska Liga Siatkówki.

## Storia
La squadra è stata fondata l'8 marzo 1945, come sezione pallavolistica all'interno dell'Associazione Accademica Sportiva di Czestochowa. Per trent'anni disputò campionati minori, ottenendo la promozione alla massima serie nel 1979. L'anno successivo retrocesse in seconda divisione, per tornare nell'élite pallavolistica polacca nel 1981. Partecipa alla PlusLiga ininterrottamente dal 1987, ed il primo trionfo nazionale arrivò nel 1990.
Negli ultimi anni partecipa regolarmente a competizioni europee. I migliori risultati furono il terzo posto al termine della Top Teams Cup 2002 e i quarti di finale della Champions League 2009, fino a quando nel 2012 raggiunse il suo primo trionfo continentale.

## Rosa 2015-2016
| N° | Nome                  | Ruolo | Data di nascita   | Nazionalità sportiva |
| -- | --------------------- | ----- | ----------------- | -------------------- |
| 1  | Tomasz Kowalski       | P     | 12 giugno 1991    | Polonia              |
| 2  | Łukasz Polański       | C     | 29 gennaio 1989   | Polonia              |
| 3  | Stanisław Wawrzyńczyk | S     | 4 gennaio 1990    | Polonia              |
| 5  | Rafael Redwitz        | P     | 12 agosto 1980    | Francia              |
| 6  | Bartłomiej Lipiński   | S/O   | 16 novembre 1996  | Polonia              |
| 7  | Michał Szalacha       | C     | 15 gennaio 1994   | Polonia              |
| 8  | Adrian Stańczak       | L     | 17 febbraio 1987  | Polonia              |
| 10 | Bartosz Buniak        | C     | 8 ottobre 1995    | Polonia              |
| 13 | Rafał Szymura         | S     | 29 agosto 1995    | Polonia              |
| 14 | Aleksander Niczke     | L     | 22 settembre 1996 | Polonia              |
| 14 | Felipe Banderó        | S/O   | 16 giugno 1988    | Brasile              |
| 16 | Matej Pátak           | S     | 8 giugno 1990     | Slovacchia           |
| 17 | Jakub Bik             | L     | 17 febbraio 1992  | Polonia              |

## Palmarès
- Campionato polacco: 6

1989-90, 1992-93, 1993-94, 1994-95, 1996-97, 1998-99
- Coppa di Polonia: 2

1997-98, 2007-08
- Supercoppa polacca: 1

1995
- Challenge Cup: 1

2011-12